# Il delitto del nonno
Il delitto del nonno (Le Crime du grand-père) è un cortometraggio muto francese del 1910 diretto da Léonce Perret e Jacques Roullet.